# Greklands damlandslag i basket

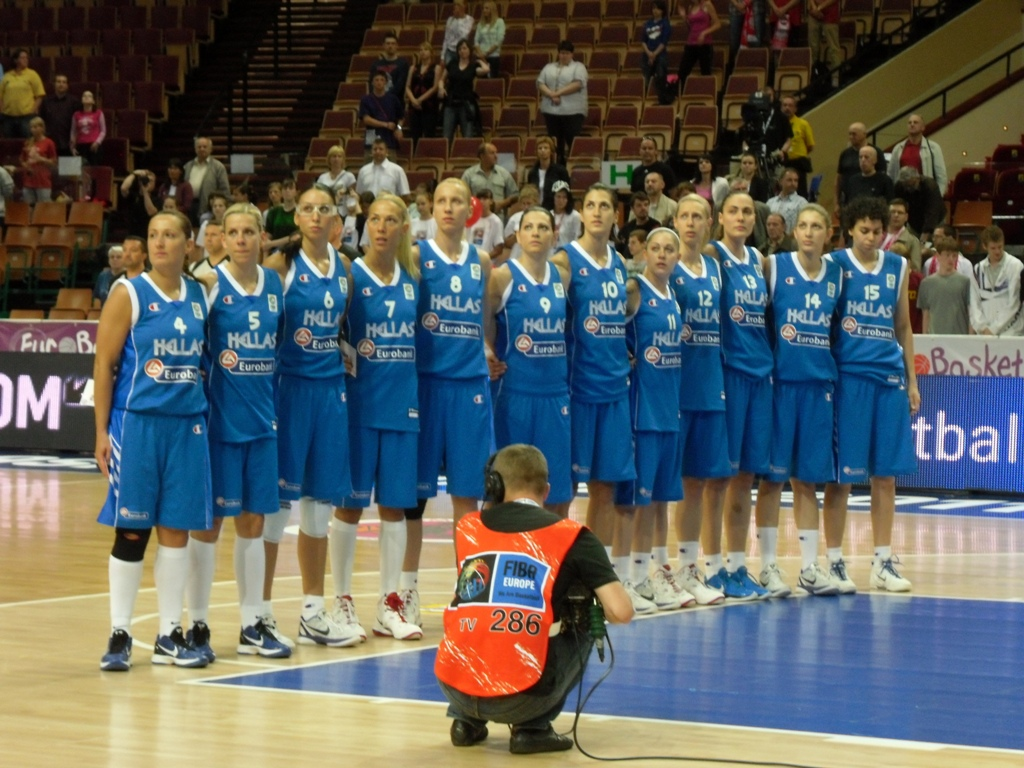
Greklands damlandslag under Europamästerskapet 2011.

Greklands damlandslag i basket representerar Grekland i basket på damsidan. Laget deltog i Europamästerskapet första gången Europamästerskapet 2001. Laget deltog även, som hemmalag, i 2004 års olympiska turnering, och slutade där på sjunde plats.

### Fotnoter
1. ↑  Todor Krastev (11 mars 2001). ”Women Basketball European Championship 2001 France - 14-23.09 Winner France” (på engelska). Sport Statistics. Arkiverad från originalet den 20 september 2015. https://web.archive.org/web/20150920053326/http://todor66.com/basketball/Europe/Women_2001.html. Läst 17 juni 2015.
2. ↑  Todor Krastev (11 mars 2004). ”Women Basketball Olympic Games 2004 Athens (GRE) - 14-28.08 Winner United States” (på engelska). Sport Statistics. Arkiverad från originalet den 25 maj 2012. https://web.archive.org/web/20120525161650/http://www.todor66.com/basketball/Olympic/Women_2004.html. Läst 17 juni 2015.